# Le Thour
Le Thour ist eine französische Gemeinde mit 363 Einwohnern (Stand 1. Januar 2022) im Département Ardennes in der Region Grand Est. Sie gehört zum Arrondissement Rethel, zum Kanton Château-Porcien und zum Gemeindeverband Pays Rethélois.

## Geografie
Das Gemeindegebiet wird vom Fluss Barres durchquert.
Umgeben wird Le Thour von den Nachbargemeinden Saint-Quentin-le-Petit im Norden, Banogne-Recouvrance im Nordosten, Saint-Germainmont im Südosten, Villers-devant-le-Thour im Süden, Lor im Westen sowie Nizy-le-Comte im Nordwesten.

## Bevölkerungsentwicklung
| Jahr                       | 1962 | 1968 | 1975 | 1982 | 1990 | 1999 | 2009 | 2019 |
| Einwohner                  | 312  | 377  | 333  | 303  | 351  | 317  | 330  | 378  |
| Quellen: Cassini und INSEE |      |      |      |      |      |      |      |      |

## Sehenswürdigkeiten

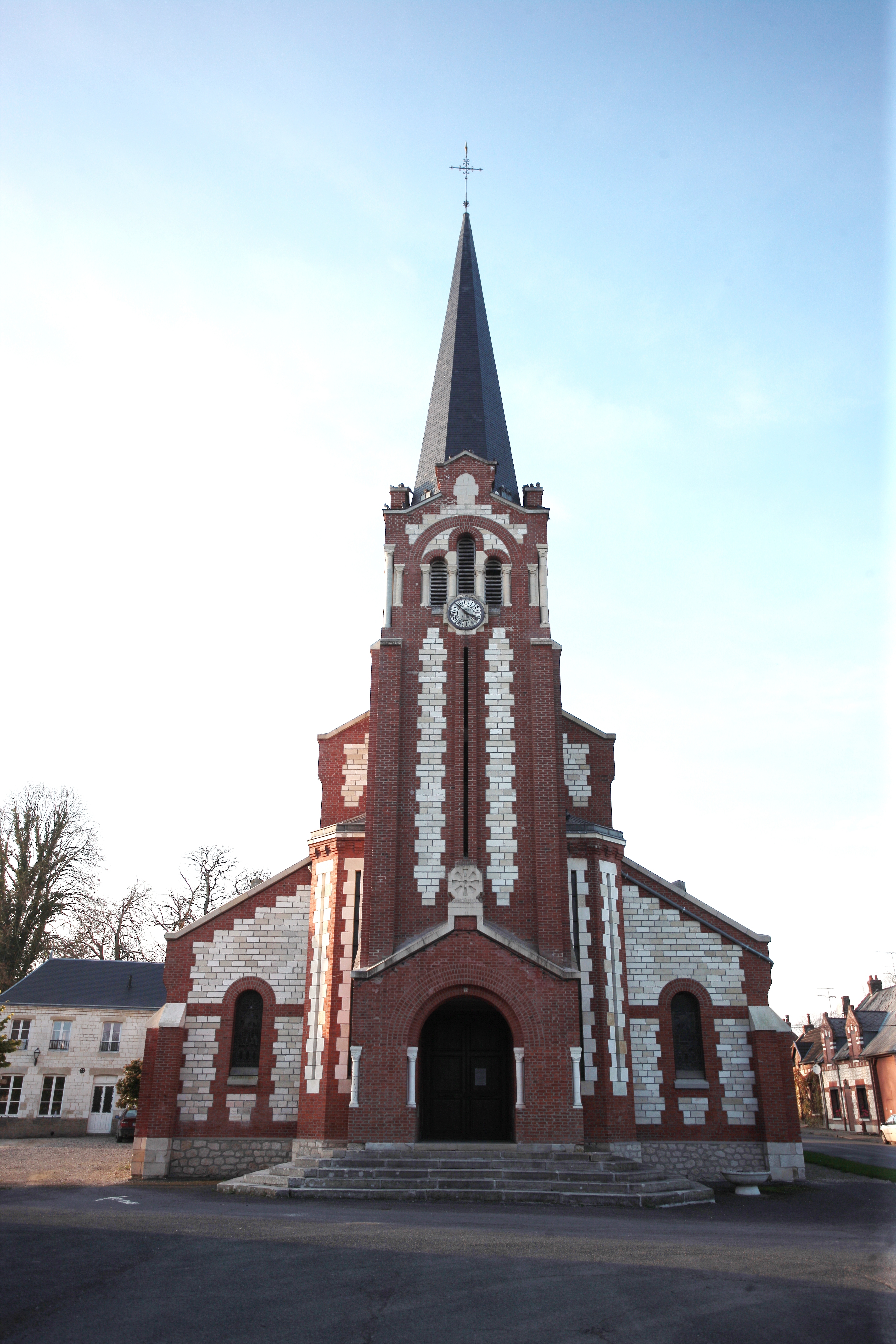
Kirche Saint-Nicolas

- Kirche Saint-Nicolas